# ماريا إلينجسن
ماريا إلينجسن هي ممثلة آيسلندية، ولدت في 22 يناير 1964 في ريكيافيك في آيسلندا.

## وصلات خارجية
- ماريا إلينجسن على موقع IMDb (الإنجليزية)
- ماريا إلينجسن على موقع ألو سيني (الفرنسية)
- ماريا إلينجسن على موقع أول موفي (الإنجليزية)
- ماريا إلينجسن على موقع قاعدة بيانات الأفلام السويدية (السويدية)
- ماريا إلينجسن على موقع قاعدة بيانات الفيلم (الإنجليزية)
- ماريا إلينجسن على موقع كينوبويسك (الروسية)